# Volleyball World Beach Pro Tour 2025
De Volleyball World Beach Pro Tour 2025 vindt plaats van maart tot en met november 2025. De vierde editie van de internationale beachvolleybalcompetitie omvat in totaal 53 toernooien waarvan twaalf Elite16-toernooien, zeven Challenge-toernooien en 34 Future-toernooien. Van de 34 Future-toernooien zijn er acht enkel voor mannen en zeven enkel voor vrouwen.

## Kalender
| Plaats                           | Categorie | Geslacht | Datum                  |
| -------------------------------- | --------- | -------- | ---------------------- |
| Mount Maunganui                  | Future    | beide    | 6 – 9 maart 2025       |
| Yucatán (Progreso)               | Challenge | beide    | 19 – 23 maart 2025     |
| Quintana Roo (Playa del Carmen)  | Elite16   | beide    | 25 – 31 maart 2025     |
| Coolangatta                      | Future    | beide    | 26 – 30 maart 2025     |
| Songkhla                         | Future    | beide    | 26 – 30 maart 2025     |
| Saquarema                        | Elite16   | beide    | 9 – 13 april 2025      |
| Brasilia                         | Elite16   | beide    | 16 – 20 april 2025     |
| Valencia                         | Future    | vrouwen  | 30 april – 4 mei 2025  |
| Valencia                         | Future    | mannen   | 1 – 4 mei 2025         |
| Nuvali                           | Future    | beide    | 1 – 4 mei 2025         |
| Cervia                           | Future    | beide    | 8 – 11 mei 2025        |
| Madrid                           | Future    | mannen   | 8 – 11 mei 2025        |
| Madrid                           | Future    | vrouwen  | 15 – 18 mei 2025       |
| Xiamen                           | Challenge | beide    | 14 – 18 mei 2025       |
| Spiez                            | Future    | vrouwen  | 21 – 24 mei 2025       |
| Spiez                            | Future    | mannen   | 22 – 25 mei 2025       |
| Wuhan                            | Future    | beide    | 22 – 25 mei 2025       |
| Ostrava                          | Elite16   | beide    | 28 mei – 1 juni 2025   |
| Battipaglia                      | Future    | beide    | 29 mei – 1 juni 2025   |
| Praag                            | Future    | beide    | 5 – 8 juni 2025        |
| Sveti Vlas                       | Future    | beide    | 5 – 8 juni 2025        |
| Krakau                           | Future    | mannen   | 5 – 8 juni 2025        |
| Krakau                           | Future    | vrouwen  | 12 – 15 juni 2025      |
| Alanya                           | Challenge | beide    | 11 – 15 juni 2025      |
| Jūrmala                          | Future    | beide    | 12 – 15 juni 2025      |
| Malmö                            | Future    | mannen   | 12 – 15 juni 2025      |
| Qingdao                          | Future    | beide    | 12 – 15 juni 2025      |
| Messina                          | Future    | beide    | 19 – 22 juni 2025      |
| Ios                              | Future    | beide    | 19 – 22 juni 2025      |
| Qidong                           | Future    | beide    | 19 – 22 juni 2025      |
| Genève                           | Future    | mannen   | 19 – 22 juni 2025      |
| Genève                           | Future    | vrouwen  | 26 – 29 juni 2025      |
| Ermland-Mazurië (Stare Jabłonki) | Challenge | beide    | 25 – 29 juni 2025      |
| Gstaad                           | Elite16   | beide    | 2 – 6 juli 2025        |
| Montpellier                      | Future    | beide    | 3 – 6 juli 2025        |
| Leuven                           | Future    | beide    | 18 – 21 juli 2025      |
| Baden                            | Challenge | beide    | 5 – 10 augustus 2025   |
| Montreal                         | Elite16   | beide    | 13 – 17 augustus 2025  |
| Tallinn                          | Future    | beide    | 13 – 16 augustus 2025  |
| Busan                            | Future    | vrouwen  | 14 – 17 augustus 2025  |
| Bujumbura                        | Future    | beide    | 20 – 23 augustus 2025  |
| Brno                             | Future    | beide    | 21 – 24 augustus 2025  |
| Hamburg                          | Elite16   | beide    | 27 – 31 augustus 2025  |
| Warschau                         | Future    | mannen   | 4 – 7 september 2025   |
| Warschau                         | Future    | vrouwen  | 11 – 14 september 2025 |
| João Pessoa                      | Elite16   | beide    | 17 – 21 september 2025 |
| Rio de Janeiro                   | Elite16   | beide    | 24 – 28 september 2025 |
| Balıkesir                        | Future    | beide    | 25 – 28 september 2025 |
| Mexico                           | Challenge | beide    | 1 – 5 oktober 2025     |
| Newport Beach                    | Elite16   | beide    | 7 – 11 oktober 2025    |
| Nuvali                           | Challenge | beide    | 15 – 19 oktober 2025   |
| Kaapstad                         | Elite16   | beide    | 22 – 26 oktober 2025   |
| Doha                             | Elite16   | beide    | 5 – 9 november 2025    |

## Resultaten

### Yucatán Challenge
Van 19 tot en met 23 maart 2025
| Mannen | Mannen                                  | Mannen |
| Rang   | Team                                    |        |
| ------ | --------------------------------------- | ------ |
| 1      | Ondřej Perušič / David Schweiner        |        |
| 2      | Yves Haussener / Julian Friedli         |        |
| 3      | João Pedrosa / Hugo Campos              |        |
| 4      | Christoph Dressler / Philipp Waller     |        |
| 5      | Adelmo Goncalves / Mateus De Paula      |        |
| 5      | Noslen Díaz / Jorge Alayo               |        |
| 5      | Téo Rotar / Arnaud Gauthier-Rat         |        |
| 5      | Jacob Hölting Nilsson / Elmer Andersson |        |

| Vrouwen | Vrouwen                               | Vrouwen |
| Rang    | Team                                  |         |
| ------- | ------------------------------------- | ------- |
| 1       | Valentina Gottardi / Claudia Scampoli |         |
| 2       | Tanja Hüberli / Leona Kernen          |         |
| 3       | Devon Newberry / Jaden Whitmarsh      |         |
| 4       | Kimberly Hildreth / Teegan Van Gunst  |         |
| 5       | Dorina Klinger / Ronja Klinger        |         |
| 5       | Daniela Álvarez / Tania Moreno        |         |
| 5       | Maryna Hladoen / Tetjana Lazarenko    |         |
| 5       | Toni Rodriguez / Kylie DeBerg         |         |

### Elite16 Quintana Roo
Van 25 tot en met 31 maart 2025
| Mannen | Mannen                                  | Mannen |
| Rang   | Team                                    |        |
| ------ | --------------------------------------- | ------ |
| 1      | Noslen Díaz / Jorge Alayo               |        |
| 2      | Tomás Capogrosso / Nicolás Capogrosso   |        |
| 3      | Chaim Schalk / James Shaw               |        |
| 4      | Steven van de Velde / Alexander Brouwer |        |
| 5      | Ondřej Perušič / David Schweiner        |        |
| 5      | Paul Henning / Lui Wüst                 |        |
| 5      | Hendrik Mol / Mathias Berntsen          |        |
| 5      | David Åhman / Jonatan Hellvig           |        |

| Vrouwen | Vrouwen                        | Vrouwen |
| Rang    | Team                           |         |
| ------- | ------------------------------ | ------- |
| 1       | Carol Solberg / Rebecca Silva  |         |
| 2       | Terese Cannon / Megan Kraft    |         |
| 3       | Kristen Nuss / Taryn Brasher   |         |
| 4       | Molly Shaw / Kelly Cheng       |         |
| 5       | Dorina Klinger / Ronja Klinger |         |
| 5       | Svenja Müller / Cinja Tillmann |         |
| 5       | Tanja Hüberli / Leona Kernen   |         |
| 5       | Chloe Loreen / Corinne Quiggle |         |

### Elite16 Saquarema
Van 9 tot en met 13 april 2025
| Mannen | Mannen                                  | Mannen |
| Rang   | Team                                    |        |
| ------ | --------------------------------------- | ------ |
| 1      | Anders Mol / Christian Sørum            |        |
| 2      | David Åhman / Jonatan Hellvig           |        |
| 3      | Stefan Boermans / Yorick de Groot       |        |
| 4      | Pedro Sousa / Renato Lima               |        |
| 5      | Tomás Capogrosso / Nicolás Capogrosso   |        |
| 5      | Noslen Díaz / Jorge Alayo               |        |
| 5      | Lukas Pfretzschner / Sven Winter        |        |
| 5      | Steven van de Velde / Alexander Brouwer |        |

| Vrouwen | Vrouwen                              | Vrouwen |
| Rang    | Team                                 |         |
| ------- | ------------------------------------ | ------- |
| 1       | Thamela Coradello / Victória Lopes   |         |
| 2       | Kristen Nuss / Taryn Brasher         |         |
| 3       | Svenja Müller / Cinja Tillmann       |         |
| 4       | Molly Shaw / Kelly Cheng             |         |
| 5       | Ana Patrícia Ramos / Duda Lisboa     |         |
| 5       | Valentina Gottardi / Reka Orsi Toth  |         |
| 5       | Tina Graudina / Anastasija Samoilova |         |
| 5       | Terese Cannon / Megan Kraft          |         |

### Elite16 Brasilia
Van 16 tot en met 20 april 2025
| Mannen | Mannen                                | Mannen |
| Rang   | Team                                  |        |
| ------ | ------------------------------------- | ------ |
| 1      | Stefan Boermans / Yorick de Groot     |        |
| 2      | Evandro Gonçalves / Arthur Lanci      |        |
| 3      | Anders Mol / Christian Sørum          |        |
| 4      | Bartosz Łosiak / Michał Bryl          |        |
| 5      | Tomás Capogrosso / Nicolás Capogrosso |        |
| 5      | Timo Hammarberg / Tim Berger          |        |
| 5      | Mārtiņš Pļaviņš / Kristiāns Fokerots  |        |
| 5      | Hendrik Mol / Mathias Berntsen        |        |

| Vrouwen | Vrouwen                                    | Vrouwen |
| Rang    | Team                                       |         |
| ------- | ------------------------------------------ | ------- |
| 1       | Kristen Nuss / Taryn Brasher               |         |
| 2       | Carol Solberg / Rebecca Silva              |         |
| 3       | Ana Patrícia Ramos / Duda Lisboa           |         |
| 4       | Emi van Driel / Wies Bekhuis               |         |
| 5       | Dorina Klinger / Ronja Klinger             |         |
| 5       | Melissa Humana-Paredes / Brandie Wilkerson |         |
| 5       | Valentina Gottardi / Reka Orsi Toth        |         |
| 5       | Terese Cannon / Megan Kraft                |         |

### Xiamen Challenge
Van 14 tot en met 18 mei 2025
| Mannen | Mannen                            | Mannen |
| Rang   | Team                              |        |
| ------ | --------------------------------- | ------ |
| 1      | Cherif Younousse / Ahmed Tijan    |        |
| 2      | Marco Krattiger / Leo Dillier     |        |
| 3      | Téo Rotar / Arnaud Gauthier-Rat   |        |
| 4      | Markus Mol / Adrian Mol           |        |
| 5      | Eylon Elazar / Kevin Cuzmiciov    |        |
| 5      | Yves Haussener / Julian Friedli   |        |
| 5      | Adrian Heidrich / Jonathan Jordan |        |
| 5      | Miles Evans / Chase Budinger      |        |

| Vrouwen | Vrouwen                                  | Vrouwen |
| Rang    | Team                                     |         |
| ------- | ---------------------------------------- | ------- |
| 1       | Toni Rodriguez / Kylie DeBerg            |         |
| 2       | Niina Ahtiainen / Taru Lahti             |         |
| 3       | Lea Sophie Kunst / Melanie Paul          |         |
| 4       | Savannah Simo / Abby Van Winkle          |         |
| 5       | Elizabeth Alchin / Georgia Johnson       |         |
| 5       | Markéta Svozilová / Marie-Sára Štochlová |         |
| 5       | Clémence Vieira / Aline Chamereau        |         |
| 5       | Julia Donlin / Lexy Denaburg             |         |

### Elite16 Ostrava
Van 28 mei tot en met 1 juni 2025
| Mannen | Mannen                                 | Mannen |
| Rang   | Team                                   |        |
| ------ | -------------------------------------- | ------ |
| 1      | David Åhman / Jonatan Hellvig          |        |
| 2      | Anders Mol / Christian Sørum           |        |
| 3      | Ondřej Perušič / David Schweiner       |        |
| 4      | Bartosz Łosiak / Michał Bryl           |        |
| 5      | Jonas Sagstetter / Benedikt Sagstetter |        |
| 5      | Mārtiņš Pļaviņš / Kristiāns Fokerots   |        |
| 5      | Cherif Younousse / Ahmed Tijan         |        |
| 5      | Miles Partain / Andy Benesh            |        |

| Vrouwen | Vrouwen                                    | Vrouwen |
| Rang    | Team                                       |         |
| ------- | ------------------------------------------ | ------- |
| 1       | Thamela Coradello / Victória Lopes         |         |
| 2       | Tina Graudina / Anastasija Samoilova       |         |
| 3       | Anouk Vergé-Dépré / Zoé Vergé-Dépré        |         |
| 4       | Dorina Klinger / Ronja Klinger             |         |
| 5       | Melissa Humana-Paredes / Brandie Wilkerson |         |
| 5       | Valentina Gottardi / Reka Orsi Toth        |         |
| 5       | Terese Cannon / Megan Kraft                |         |
| 5       | Molly Shaw / Kelly Cheng                   |         |

### Alanya Challenge
Van 11 tot en met 15 juni 2025
| Mannen | Mannen                            | Mannen |
| Rang   | Team                              |        |
| ------ | --------------------------------- | ------ |
| 1      | Ondřej Perušič / David Schweiner  |        |
| 2      | Téo Rotar / Arnaud Gauthier-Rat   |        |
| 3      | George Wanderley / Saymon Barbosa |        |
| 4      | Mark Nicolaidis / Izac Carracher  |        |
| 5      | Timo Hamarberg / Tim Berger       |        |
| 5      | Pedro Sousa / Renato Lima         |        |
| 5      | Lukas Pfretzschner / Sven Winter  |        |
| 5      | Miles Evans / Chase Budinger      |        |

| Vrouwen | Vrouwen                                  | Vrouwen |
| Rang    | Team                                     |         |
| ------- | ---------------------------------------- | ------- |
| 1       | Anouk Vergé-Dépré / Zoé Vergé-Dépré      |         |
| 2       | Valentina Gottardi / Reka Orsi Toth      |         |
| 3       | Clémence Vieira / Aline Chamereau        |         |
| 4       | Claudia Scampoli / Margherita Bianchin   |         |
| 5       | Hegeile Almeida / Vitória Rodrigues      |         |
| 5       | Markéta Svozilová / Marie-Sára Štochlová |         |
| 5       | Małgorzata Ciężkowska / Urszula Łunio    |         |
| 5       | Jeva Serdjoek / Darja Romanjoek          |         |

### Ermland-Mazurië Challenge
Van 25 tot en met 29 juni 2025
| Mannen | Mannen                          | Mannen |
| Rang   | Team                            |        |
| ------ | ------------------------------- | ------ |
| 1      | Marco Krattiger / Leo Dillier   |        |
| 2      | Bartosz Łosiak / Michał Bryl    |        |
| 3      | Paul Henning / Lui Wüst         |        |
| 4      | David Åhman / Jonatan Hellvig   |        |
| 5      | Téo Rotar / Arnaud Gauthier-Rat |        |
| 5      | Nils Ehlers / Clemens Wickler   |        |
| 5      | Eylon Elazar / Kevin Cuzmiciov  |        |
| 5      | Serhij Popov / Edoeard Reznik   |        |

| Vrouwen | Vrouwen                               | Vrouwen |
| Rang    | Team                                  |         |
| ------- | ------------------------------------- | ------- |
| 1       | Maryna Hladoen / Tetjana Lazarenko    |         |
| 2       | Linda Bock / Louisa Lippmann          |         |
| 3       | Clémence Vieira / Aline Chamereau     |         |
| 4       | Julia Donlin / Lexy Denaburg          |         |
| 5       | Taliqua Clancy / Jana Milutinovic     |         |
| 5       | Daniela Álvarez / Tania Moreno        |         |
| 5       | Małgorzata Ciężkowska / Urszula Łunio |         |
| 5       | Kimberly Hildreth / Teegan Van Gunst  |         |

### Elite16 Gstaad
Van 2 tot en met 6 juli 2025
| Mannen | Mannen                                  | Mannen |
| Rang   | Team                                    |        |
| ------ | --------------------------------------- | ------ |
| 1      | Cherif Younousse / Ahmed Tijan          |        |
| 2      | Jacob Hölting Nilsson / Elmer Andersson |        |
| 3      | Stefan Boermans / Yorick de Groot       |        |
| 4      | George Wanderley / André Loyola         |        |
| 5      | Evandro Gonçalves / Arthur Lanci        |        |
| 5      | Nils Ehlers / Clemens Wickler           |        |
| 5      | Steven van de Velde / Alexander Brouwer |        |
| 5      | Anders Mol / Christian Sørum            |        |

| Vrouwen | Vrouwen                                    | Vrouwen |
| Rang    | Team                                       |         |
| ------- | ------------------------------------------ | ------- |
| 1       | Kristen Nuss / Taryn Brasher               |         |
| 2       | Tina Graudina / Anastasija Samoilova       |         |
| 3       | Anouk Vergé-Dépré / Zoé Vergé-Dépré        |         |
| 4       | Tanja Hüberli / Leona Kernen               |         |
| 5       | Thamela Coradello / Victória Lopes         |         |
| 5       | Melissa Humana-Paredes / Brandie Wilkerson |         |
| 5       | Sandra Ittlinger / Anna-Lena Grüne         |         |
| 5       | Terese Cannon / Megan Kraft                |         |